# Inge Feltrinelli

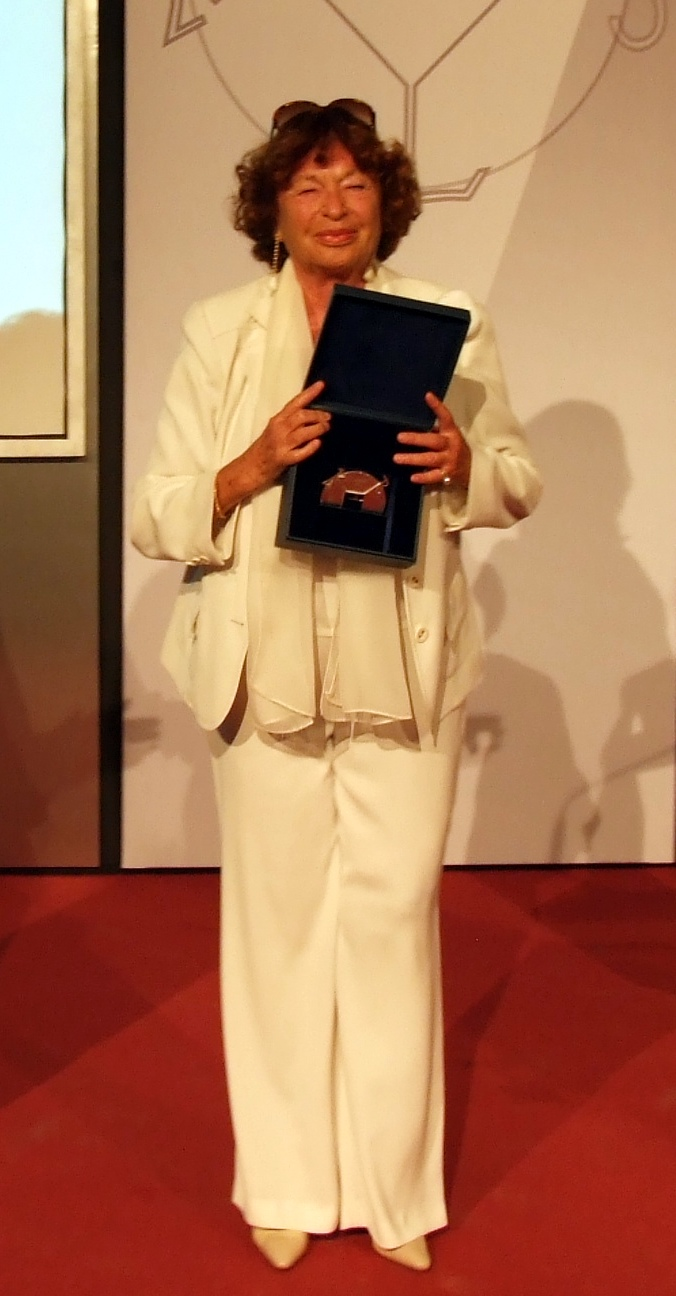
Inge Feltrinelli bei der Überreichung der Karlsmedaille für europäische Medien, 2011

Inge Feltrinelli (geborene Schönthal; * 24. November 1930 in Essen; † 20. September 2018 in Mailand) war eine deutsch-italienische Fotografin und Verlegerin.

## Leben
Inge Schönthal war die Tochter von Siegfried und Trudel Schönthal. Ihr Vater war Jude, emigrierte 1938 in die Niederlande und stimmte dort der Scheidung von seiner Ehefrau zu. Diese heiratete 1939 den Berufsoffizier Otto Heberling, der von da an Inges Stiefvater war. Als „jüdischer Mischling“ sollte sie kurz vor Kriegsende im März 1945 das Hainberg-Gymnasium Göttingen verlassen. Als Neunzehnjährige radelte sie 284 Kilometer nach Hamburg, um Fotoreporterin zu werden. Sie ging bei der Fotografin Rosmarie Pierer in die Lehre und übernahm Aufträge für die Frauenzeitschrift Constanze. 1952 schickte sie der Herausgeber der Constanze nach New York, wo sie unter anderem Greta Garbo fotografierte, die – in sich gekehrt – auf der Madison Avenue an einer Ampel wartete. Den Schnappschuss der Garbo konnte sie an Life verkaufen, die für Fotografen wichtigste Zeitschrift der Welt.
Sie lernte den Verleger Heinrich Maria Ledig-Rowohlt kennen, der sie 1953 nach Kuba schickte, um Ernest Hemingway (einen der Autoren des Rowohlt Verlags) zu treffen und zu fotografieren. Mit dieser Fotoreportage gelang Inge Schönthal der internationale Durchbruch. Während des zweiwöchigen Aufenthalts auf Hemingways Finca entstanden ungewöhnliche Porträts, zum Beispiel ein Foto, auf dem Hemingway in einem geringelten T-Shirt auf dem Boden liegt und schläft, und ein mit Selbstauslöser aufgenommenes Bild von Inge Feltrinelli mit Ernest Hemingway und einem Speerfisch (Marlin).
Nun standen ihr auch die Türen anderer großer Persönlichkeiten und Stars im In- und Ausland offen. So fotografierte sie unter anderem Pablo Picasso, John F. Kennedy, Marc Chagall, Allen Ginsberg, Simone de Beauvoir, Peter Handke, Fidel Castro und Gary Cooper.
1958 lernte sie in Hamburg auf einer von Ledig-Rowohlt organisierten Feier des Rowohlt Verlags den italienischen Verleger Giangiacomo Feltrinelli kennen und heiratete ihn 1960. Sie folgte ihm nach Mailand, wo 1962 der Sohn Carlo geboren wurde. Die Ehe zerbrach aufgrund der kommunistischen Aktivitäten Feltrinellis Ende der 1960er Jahre, und sie ließen sich scheiden.
Ab 1969 war sie Vizepräsidentin des Verlags Feltrinelli und führte nach dem Tod Giangiacomo Feltrinellis 1972 die Geschäfte allein weiter. Nach ihrer eigenen Aussage war es im Italien der 1960er Jahre schwer, Chefin zu sein, da Frauen vor allem für „Kinder, Küche und Kirche“ zuständig waren. Sie habe sich außerdem gegen Ressentiments den Deutschen gegenüber durchsetzen müssen. Nach dem Tod ihres Mannes habe sie, um auf die Markttendenz zu reagieren, das Programm geändert und weniger politische Titel verlegt.
Sie brachte neben politisch engagierter Literatur nun auch Bücher zu Mode und Lifestyle sowie Tonträger, Kochbücher und E-Books heraus und sicherte so das wirtschaftliche Überleben des Verlags. Sie baute in Italien eine Buchhandelskette auf, deren Filialen sich durch kleine Cafés und Leseecken auszeichneten und die bald in etwa 100 Städten vertreten war.
1998 übernahm ihr Sohn Carlo Feltrinelli die Geschäftsführung des Verlags. Inge Feltrinelli blieb dessen Präsidentin. Sie kümmerte sich zuletzt vor allem um die Öffentlichkeitsarbeit, eröffnete Buchhandlungen, pflegte Kontakte mit internationalen Autoren und trat auf Messen und Tagungen auf.

## Ehrungen
Inge Feltrinelli erhielt viele nationale und internationale Auszeichnungen: 1986 wurde sie Cavaliere des Verdienstordens der Italienischen Republik, 1999 erhielt sie das Verdienstkreuz am Bande der Bundesrepublik Deutschland. Sie wurde 2002 Commandeur des Ordre des Arts et des Lettres, 2006 erhielt sie den internationalen Verlegerpreis Reconocimiento al Mérito Editorial und 2008 ernannte sie der spanische König zum Mitglied der Europäischen Akademie von Yuste. Hinzu kamen zahlreiche Ehrendoktorwürden. Feltrinelli war Ehrenbürgerin der Stadt Mailand. Seit 2004 war sie Mitglied im Aufsichtsrat der Siegfried und Ulla Unseld Familienstiftung des Suhrkamp Verlags. Am 26. Mai 2011 wurde ihr die Karlsmedaille für europäische Medien verliehen.

## Varia
Im Jahr 2010 wurde im Alten Rathaus von Göttingen eine Ausstellung von etwa 80 ihrer Fotografien aus den 1950er Jahren gezeigt.
Im Jahr 2022 veröffentlichte die Schriftstellerin Natascha Bub den Roman Ein Bild von einer Frau, der eine fiktive Geschichte um Inge Feltrinelli und ihre Begegnung mit Ernest Hemingway erzählt.

## Publikationen
- Inge Feltrinelli: Mit Fotos die Welt erobern. Steidl, Göttingen 2013, ISBN 978-3-86930-529-5.
- Inge Feltrinelli: Photographs. Steidl, Göttingen 2013, ISBN 978-3-86930-583-7.